# Катастрофа Let L-200 в Брянске
Катастрофа Let L-200 в Брянске — авиационная катастрофа пассажирского самолёта Let L-200D Morava компании Аэрофлот, произошедшая в субботу 4 сентября 1965 года на окраине Брянска, погиб 1 человек.

## Самолёт
Let L-200D Morava с регистрационным номером CCCP-34469 (заводской — 170830) выпущен в Чехословакии в сентябре 1961 года и передан заказчику — Главному управлению гражданского воздушного флота при Совете министров Советского Союза. На момент происшествия эксплуатировался в Быковском объединённом авиационном отряде (175 лётный отряд) Московского управления спецприменений и местных воздушных линий гражданской авиации. Его общая наработка составляла 1606 лётных часов.

## Катастрофа
2 сентября самолёт выполнил пассажирский рейс Ф-49 из Москвы (аэропорт Быково) в Гомель с промежуточной посадкой в Брянске, пилотировал его Г.К. Кудрявцев . На следующий день пилот начал готовиться к выполнению обратного рейса Ф-50 в Москву, когда выяснилось, что если нажать на кнопку № 2, то в правом двигателе возникала тряска, частота вращения падала до 400 оборотов в минуту. О выявленной неисправности было доложено диспетчеру и начальнику участка инженерно-авиационной службы Гомельского объединённого авиаотряда (ИАО ГОАО), после чего вылет борта 34469 отменили. Утром следующего дня (4 сентября) в 08:30 МСК пилот Кудрявцев доложил диспетчеру, что вместе с авиатехником он устранил неисправность двигателя, зачистив контакты магнето, и получил разрешение на вылет. В 09:28 МСК рейс Ф-50 с двумя пассажирами и пилотом на борту вылетел из Гомельского аэропорта.
В 10:30 МСК, следуя на высоте 300 метров, рейс Ф-50 вошёл в зону Брянского аэропорта, и пилот запросил условия посадки. Однако через минуту-полторы Кудрявцев доложил, что у самолёта «перебои в правом двигателе», и в 10:33 сообщил, что «правый двигатель зафлюгирован». Когда в 10:34 диспетчер спросил, где находится самолёт, пилот ответил: Нахожусь на окраине города. В 10:36 диспетчер спросил об условиях полёта, на что получил ответ: скорость 160, высота 170. В 10:37 пилот сообщил о следовании курсом 110°, после чего на связь больше не выходил.
Установлено, что, пройдя дальнюю приводную радиостанцию, пилот Кудрявцев начал совершать левый поворот, то есть на рабочий двигатель, при выпущенных на 15° закрылках. Во время такого манёвра произошла потеря высоты, поэтому, повернув на 320°, авиалайнер оказался на опасно малой высоте. Пытаясь исправить ситуацию, пилот своими действиями привёл к падению скорости, в результате самолёт вошёл в штопор и врезался левой плоскостью крыла в крышу дома 52 на улице Плеханова, что в 6 километрах от аэропорта, и снёс ему веранду. Развернувшись на 180°, машина упала на улицу, носовая часть фюзеляжа разрушилась, все находившиеся на борту были тяжело ранены. Через два часа после происшествия пилот Кудрявцев умер в больнице от полученных травм, став единственной жертвой катастрофы.

## Причины
Согласно заключению комиссии, одной из главных причин происшествия стало то, что самолёт допущен к полётам, хотя его правый двигатель имел наработку на 81 час больше установленного ресурса. Другой главной причиной стал допуск в аэропорту Гомель самолёта к полёту, несмотря на то, что не проводилось его технического осмотра, а также не выявлены причины тряски и падения оборотов двигателя. В Государственном научно-исследовательском институте гражданской авиации не смогли установить, чем вызваны такие неисправности. Не удалось установить, почему во время полёта отключился правый двигатель. Случайное выключение могло произойти разве что из-за того, что рычаг высотного корректора стоял в положении «богато». Однако все остальные рычаги и кнопки управления данным двигателем стояли в положении, которое соответствовало тому, что пилот сознательно отключил двигатель.
Ещё одной причиной катастрофы назван малый лётный опыт пилота Кудрявцева на двухмоторном самолёте (23 часа самостоятельного налёта на Let L-200), особенно в условиях полёта на одном двигателе. Из-за недостаточной практики пилот мог в спешке принять ошибочное мнение отключить двигатель. В результате при выполнении захода на посадку машина потеряла поступательную скорость и сорвалась в штопор.